# Екенис
Екенис (њем. Ekenis) општина је у њемачкој савезној држави Шлезвиг-Холштајн. Једно је од 134 општинска средишта округа Шлезвиг-Фленсбург. Према процјени из 2010. у општини је живјело 227 становника. Посједује регионалну шифру (AGS) 1059022.

## Географски и демографски подаци
Екенис се налази у савезној држави Шлезвиг-Холштајн у округу Шлезвиг-Фленсбург. Општина се налази на надморској висини од 26 метара. Површина општине износи 8,0 km². У самом мјесту је, према процјени из 2010. године, живјело 227 становника. Просјечна густина становништва износи 28 становника/km².